# 入善町民会館
入善町民会館（にゅうぜんちょうみんかいかん）は、富山県下新川郡入善町入膳3200番地に所在するホール、公民館、図書館で構成される複合施設である。愛称は同施設内のホール名でもある『コスモホール』で、1985年（昭和60年）9月から2か月にわたり公募し町内外から集められた173種類（245件）の応募の中から選考委員会により選ばれたものである（同年12月20日に決定）。

## 概要
1986年（昭和61年）5月22日竣工。鉄筋コンクリート3階建（地下1階）、延床面積約6,000m2、総事業費22億7,000万円。
優良ホール100選に選ばれている

### コスモホール
- 舞台（間口14m、奥行11m、高さ7.8m）[4]
- 客席全600席（固定席558席、車椅子席2席）[4]
- 楽屋1室（1階）、リハーサル室3室（2階）、応接室1室（2階） [4]
- 残響時間1.9秒（空席時）[5]

音響設計は、石井聖光によるものである。
ホール内にはベーゼンドルファー、スタインウェイ、ヤマハの3台のピアノが所有されている。

### 中央公民館
- 研修室4室（2階）[4]
- 和室3室（2階）[4]
- 視聴覚室1室（2階）[4]
- 美術工作室1室（1階）[4]
- ギャラリー（1階・2階）[4]
- イベント広場（回廊）[4]

### 入善町立図書館
入善町における公立図書館である。1954年4月1日に入善町中央公民館内に『入善町立入善図書館』として創設され、1956年1月4日、同日に完成した総合事務所に移転、1968年4月に現名称に改称した。その後、入善町民会館完成に合わせて同施設に移転した。2021年3月には『にゅうぜん電子図書館』がオープンした。
図書館部分に独立した入り口があるのが特徴で、延床面積1,354m2、蔵書数は71,744冊（1994年時点）。中央公民館の第3研修室を、日中は学習室として開放している。2階には学習室のほか郷土資料室があり、米澤家図書約30,000点近くが保存されている。

## 周辺
- 入善町役場旧庁舎 - 入善町民会館は旧町役場の真裏の位置となる[2]。
- NTT入善ビル
- 入善セントラル病院
- アイシン新和本社工場
- みな穂農業協同組合本店
- 入善町立入善小学校
- 富山県立入善高等学校
- 富山銀行入善支店
- ファミリーマート入善高校前店
- 大阪屋ショップ入善店
- ヤマダデンキテックランド入善店
- コメリハード&グリーン入善店
- Honda Cars入善 入善役場前店